# Gare de Frutigen
La gare de Frutigen est une gare ferroviaire située sur le territoire de la commune suisse de Frutigen dans le canton de Berne.
La gare est située sur l'axe ferroviaire Berne - Lötschberg - Simplon qui relie la capitale suisse avec l'Italie. Depuis 2007, le tunnel de base de Lötschberg, qui relie cette gare à celle de Viège, permet de traverser les Alpes pennines afin de rejoindre la vallée du Rhône bien plus rapidement qu'auparavant.

## Situation ferroviaire
Établie à 779 mètres d'altitude, la gare de Frutigen est située au point kilométrique 13,5 de la ligne du Lötschberg, entre les gares de Reichenbach im Kandertal (en direction de Berne) et de Kandersteg (en direction de Brigue).
Elle est dotée de huit voies dont trois sont bordées par deux quais dont un central et un latéral. On y trouve également un faisceau de voies de service.

## Histoire

La gare le 3 11 1980.

La gare de Frutigen a été inaugurée en 1901 avec la mise en service du tronçon de Spiez à Frutigen de la ligne du Lötschberg,. BLS, le propriétaire de la ligne, a été renommée BLS Lötschbergbahn en 1997 avant de fusionner en 2006 avec Regionalverkehr Mittelland AG pour devenir BLS AG.
En saison, jusqu'en 2013, la Deutsche Bahn exploitait une paire de trains de nuit (CNL) entre Amsterdam, Hambourg, et Brigue via la ligne du Lötschberg avec un arrêt à Frutigen, afin de permettre aux Allemands d'accéder aux pistes de ski des Alpes suisses.

## Service des voyageurs

### Accueil
Gare du BLS, elle est dotée d'un bâtiment voyageurs abritant un guichet de vente de titres de transports ainsi que de distributeurs automatiques de titres de transport. La gare est entièrement accessible aux personnes à mobilité réduite.

### Desserte
La gare de Frutigen est desservie une fois par heure dans chaque sens par les trains RegioExpress « Lötschberg » reliant Berne à Brigue (prolongés une fois toutes les deux heures en Italie jusqu'à Domodossola) ainsi que par quelques trains Regio supplémentaires, cadencés à l'heure à certaines heures de la journée, et reliant Spiez à Frutigen.
- RE : Berne - Thoune - Spiez - Mülenen - Reichenbach im Kandertal - Frutigen - Kandersteg - Goppenstein - Brigue (- Domodossola).
- R : Spiez - Mülenen - Reichenbach im Kandertal - Frutigen

En complément, la gare est desservie le matin par le premier train IC8 à destination de Romanshorn et le soir par le dernier train IC6 en provenance de Bâle et à destination de Brigue.

### Intermodalité
La gare de Frutigen est en correspondance avec deux lignes exploitées par CarPostal : la 210 reliant Reichenbach im Kandertal à Frutigen (prolongée quelques fois jusqu'à Spiez en début et fin de service) ainsi que la 230 reliant Adelboden à la gare de Kandersteg via la gare de Frutigen.
En outre, la gare de Frutigen est également desservie la nuit par la ligne M45, exploitée par Moonliner, qui relie Spiez à Adelboden via Frutigen.